# Chokeslam

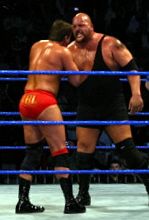
Big Show preparando um Chokeslam em JBL.

Chokeslam é o nome usado para o golpe em que o atacante enforca o oponente com uma de suas mãos, levanta-o (geralmente assistido pela outra mão), e derruba o oponente de costas no chão. O golpe é chamado em japonês de Nodowa Otoshi e é um golpe bastante usado no wrestling profissional, por ser simples e relativamente seguro de se executar. Assim como vários outros movimentos, o Chokeslam possui várias variações. O chokeslam pode ser incluído na categoria Slam de golpes.
Alguns usuários notáveis deste golpe são Kane, The Undertaker, The Big Show, Kevin Nash, e Abyss.

## Variações de Chokeslam

### Back Suplex Chokeslam
Ou Belly to Back Chokeslam, neste movimento o atacante está ligeiramente atrás do oponente e coloca sua cabeça em baixo de um dos braços do mesmo. Desta posição, ele levanta o oponente em seus ombros, gira seu corpo 180° e  derruba o oponente colocando sua mão em sua garganta.
- Exemplos de usuários: Akira Taue (Ore ga Taue)

### Chokeslam Backbreaker
O oponente é levantado da mesma forma como um chokeslam normal. Porém, enquanto o atacante está derrubando o oponente, ele cai de joelhos, fazendo com que o oponente caia com suas costas no joelho do atacante.
- Exemplos de usuários: Nick Gage, Baron Corbin

### Double Chokeslam
Este movimento consiste no wrestler executar um chokeslam a duas pessoas ao mesmo tempo, usando seus dois braços. Por conveniência da palavra, este movimento também se refere àquele quando duas pessoas executam um chokeslam cada ao mesmo tempo. 
- Exemplos de usuários: The Undertaker, Kane, Big Show

### Leg Trap Chokeslam
O wrestler segura uma perna do oponente em baixo de um de seus braços, e com a mão livre, agarra o oponente na garganta. Desta posição, o wrestler levanta o oponente no ar e arremessa-o ao chão. Pode ser usado como contra-ataque a um chute.
- Exemplos de usuários: Goldberg, Vladimir Kozlov

### Sitout Chokeslam
Também chamado de Chokebomb, é qualquer chokeslam que termina na posição Sitout, ou seja, com o atacante caindo sentado no chão, adicionando mais força ao golpe.
Exemplos de usuários: Big Daddy V

### Two Handed Chokeslam
Muitas vezes erroneamente chamado de Chokebomb, neste chokeslam, o atacante agarra o pescoço do oponente com as duas mãos e o levanta por esta posição, arremessando-o de costas no chão. Um Two-Handed Chokebomb, existe, onde o atacante cai sentado no chão, ao arremessar o oponente.
- Exemplos de usuários: The Great Khali, The Boogeyman, The Undertaker

### Vertical Suplex Chokeslam
O atacante agarra a cabeça do oponente em uma chave de cabeça frontal e o levanta de cabeça para baixo, como se fosse realizar um Vertical Suplex. O atacante então solta o pescoço do oponente e agarra sua garganta, derrubando-o no chão em suas costas.
- Exemplos de usuários: Akira Taue (Chichibu Cement)

### Chokebuster
O atacante levanta o oponente como um spinebuster comum, porém agarra o seu pescoço com as duas mãos e o joga no chão.

### Reverse Chokeslam Facebuster
Neste Chokeslam o atacante levanta o oponente no Chokeslam comum. Mas o joga para trás, fazendo-o bater o rosto no chão.
• Exemplos de Usuários: Braun Strowman

### Guillioutine Chokeslam
O atacante aplica o golpe normalmente. A diferença, é que se gira o adversário no ar por um tempo, enforcando-o. Popularizado por Giant Gonzalez.

### Leg Drop Chokeslam
Neste golpe, o atacante aplica o Chokeslam, caindo com a perna sobre o pescoço ou rosto do adversário, adicionando mais dano ao golpe. Antigamente, usado por Chris Addams.

### DDT Chokeslam Facebuster
O atacante aplica um Chokeslam comum, mas ao jogar o oponente, joga-o de cara, em posição DDT. 